# Ахий
Ахий — вулкан, расположен в Тихом океане, в 18 км к юго-востоку от острова Фаральон-де-Пахарос, который относится к группе Марианских островов.
Ахий — подводный вулкан конической формы, на глубине 137 метров. Первоначально в районе вулкана наблюдался необычный цвет океанической воды, а в 1979 году в данном районе экипаж рыболовецкого судна, в результате волнений моря, увидел из воды исходящие сернистые пары.
24-25 апреля 2001 года произошло взрывное извержение подводного вулкана. Взрыв зафиксировала сейсмическая станция на острове Рангироа, относящегося к атоллу Туамоту. Сейсмоактивность наблюдалась в районе 15 км в окрестностях подводного вулкана. В районе Ахия присутствуют другие подводные вулканы.